# Beatriz Zavala Peniche
Pour les articles homonymes, voir Péniche (homonymie).
María Beatriz Zavala Peniche née le 23 octobre 1957 à Yucatán, Mexique. Elle est la Secrétaire du Développement Social du Mexique entre 1er décembre 2006 et 14 janvier 2008.